# Myllypuro
Myllypuro (Molenbekken Zweeds: Kvarnbäcken) is een station van de metro van Helsinki.
Het station, dat geopend is op 21 oktober 1986, is een bovengronds station. Het is het eerste station op de noordelijke aftakking en ligt 1,9 kilometer ten noorden van het metrostation van Itäkeskus. 1,4 kilometer verderop ligt Kontula.
Kivenlahti · 
Espoonlahti · 
Soukka · 
Kaitaa · 
Finnoo · 
Matinkylä ·
Niittykumpu ·
Urheilupuisto ·
Tapiola ·
Aalto-yliopisto ·
Keilaniemi ·
Koivusaari ·
Lauttasaari ·
Ruoholahti ·
Kamppi ·
Rautatientori ·
Helsingin yliopisto ·
Hakaniemi ·
Sörnäinen ·
Kalasatama ·
Kulosaari ·
Herttoniemi ·
Siilitie · 
Itäkeskus
Noordelijke tak:
Myllypuro ·
Kontula ·
Mellunmäki
Oostelijke tak:
Puotila ·
Rastila ·
Vuosaari